# Hyptis verticillata
Hyptis verticillata es una especie de planta fanerógama perteneciente a las lamiáceas.

## Descripción
Son hierbas o arbustos pequeños, que alcanzan un tamaño de hasta 25 cm de alto, aromáticos; tallos jóvenes menudamente puberulentos con tricomas largos en los nudos (glabros). Hojas lineares, angostamente elípticas u oblongas, 2.2–9.5 cm de largo y 0.5–2 cm de ancho, ápice acuminado (redondeado o agudo), base atenuada, margen irregularmente serrado los 2/3 apicales, envés con tricomas en el nervio principal, glabrescente; pecíolo 0.1–2 cm de largo. Inflorescencia de verticilastros bien espaciados y nunca espiciformes, en las axilas de las hojas reducidas, verticilastros 0.2–0.8 cm de largo y 0.5–0.8 mm de ancho (ligeramente más anchos en fruto), 11–15 flores, verticilastros sésiles, pero cada flor con pedicelo definido, corto y filiforme, brácteas reemplazadas por prominentes fascículos de tricomas; cáliz 2–2.5 mm de largo, externamente glabro o menudamente puberulento, internamente glabro, dientes ampliamente deltoides, erectos, 0.5–0.75 mm de largo; corola blanca (violeta), tubo 1.5–2 mm de largo, limbo 1–1.5 mm de largo. Cáliz fructífero 2–3 mm de largo y 1–2 mm de ancho, dientes 0.4–1 mm de largo; nuececillas 1–1.5 mm de largo, glabras.

## Distribución y hábitat
Planta originaria de América tropical, que habita en climas cálidos y semicálidos desde el nivel del mar hasta los 760 m de altitud. Asociada a vegetación perturbada derivada de bosques tropicales subperennifolios y perennifolios.

## Propiedades
En el Estado de Hidalgo, Oaxaca y Veracruz, se incluye en los ramos con los que se "barre" a las personas cuando se les realiza una limpia. Para el mal aire, en Puebla, colocan una ramita bajo la almohada del niño o le dan una "barrida". En caso de ojo, en Veracruz, las barridas se hacen con hierba del negro, epazotillo (Hyptis verticillata) y un huevo.
Como analgésico para el dolor de reuma, con las hojas se prepara un tamalito que se aplica caliente, o se ponen las hojas curtidas en aguardiente en la parte dolorida. Para el dolor de estómago, se bebe el cocimiento de las ramas, preparado junto con hediondilla (sp. n/r) y guayabo (sp. n/r) o se aplica sobre el estómago una cataplasma hecha con las ramas maceradas en aguardiente. Para el cólico o ventiadura, las hojas de la planta se ponen en el estómago junto con dos huevos de gallina cocidos en un comal. Contra el dolor de cabeza o de cuerpo, se aplica la planta completa machacada, localmente o en frotaciones.
Se utiliza para infecciones de la piel en general. En el caso de granos, se coloca un emplasto con las hojas molidas, y para los mezquinos y la tiña se aplica la savia directamente.
Para algunos problemas del aparato digestivo, como diarrea, se bebe el cocimiento de las ramas tiernas (cogollo), al igual que en caso de pujos por disentería, latido y contra lombrices. tratamiento de la quijada y cuando se presentan hemorragias, pasmo, tlazole o delgadez extrema. 
Química
Pocos estudios químicos se han realzado sobre H. verticillata. De hojas y tallos se han aislado los lignanos beta-peltatín y 4’-demetil-deoxi-podofilotoxin, compuestos detectados también sólo en las hojas. En los retoños se han identificado el triterpenol ácido oleanólico, y el esterol beta-sitosterol.

## Taxonomía
Hyptis verticillata fue descrita por Nikolaus Joseph von Jacquin y publicado en Collectanea 1: 101–102. 1786[1787].
Etimología
Hyptis: nombre genérico que deriva de las palabras griegas: 
huptios para "vuelto", por la posición del labio inferior de la flor.
verticillata: epíteto latíno que significa "con verticilos".
Sinónimos
- Hyptis axillaris Fernald
- Hyptis parviflora M.Martens & Galeotti
- Hyptis pringlei Fernald
- Mentha hyptiformis Lam.
- Mesosphaerum verticillatum (Jacq.) Kuntze
- Stachys patens Sw.[5][6]

## Nombres comunes
- En México: Epazotillo, escoba del negro, hierba buena, hierba del golpe, hierba Martín, hierba negra, hierba del negro, mosote, vara negra, yerba de San Martín.[2]